# Ilex
Ilex is een geslacht van ongeveer vierhonderd soorten bloeiende planten uit de hulstfamilie (Aquifoliaceae).
Het zijn struiken en bomen van 2-25 m hoog. Het verspreidingsgebied omvat Azië, Europa, Noord-Afrika, Noord-Amerika en Zuid-Amerika.
Er zijn groenblijvende en bladverliezende soorten. De bladeren zijn enkelvoudig en kunnen zowel gaaf als scherp getand zijn. Ilex is meestal tweehuizig (mannelijke en vrouwelijke bloemen aan verschillende planten), maar er zijn uitzonderingen. Bestuiving vindt meestal plaats door bijen en andere insecten.
De vrucht is een kleine, meestal rode bes die een tot tien zaden bevat. De bessen zijn mild giftig voor de mens en kunnen braken en/of diarree veroorzaken. Ze vormen een voedselbron voor veel soorten vogels, maar ze worden ook door andere dieren gegeten. In de herfst en de vroege winter zijn de bessen nog stug en hard, maar ze worden door de vorst gaandeweg zacht en eetbaar. Vooral vogels vinden een schuilplaats tussen het meestal wintergroene loof.
De bladeren worden soms gegeten door de rupsen van de zwartkamdwergspanner (Gymnoscelis rufifasciata), gewone spikkelspanner (Ectropis crepuscularia), Meganola nitida, Satyrium liparops en Synanthedon kathyae).

## Toepassingen
Veel Ilex-soorten zijn decoratief en worden daarom toegepast als siergewas in tuinen en parken.
Het witte hout is zwaar en hard. Traditioneel wordt het gebruikt voor witte schaakstukken. Het hout wordt ook toegepast als inlegwerk in de meubelmakerij en als draaiwerk voor de vervaardiging van bijvoorbeeld kastgrepen en deurknoppen. Dit taaie hout is ook geliefd bij klavecimbelbouwers, die er tongetjes van maken, waarin de plectra worden gestoken. Het gedroogde blad van de Zuid-Amerikaanse soort Ilex paraguariensis wordt gebruikt om er maté van te maken, een vooral in Argentinië populaire drank die vaak de plaats inneemt van thee.

## Soorten
- Ilex ambigua
- Ilex amelanchier
- Ilex aquifolium (Hulst)
- Ilex bioritsensis
- Ilex buergeri
- Ilex canariensis
- Ilex cassine
- Ilex centrochinensis
- Ilex ciliospinosa
- Ilex chinensis
- Ilex colchica
- Ilex collina
- Ilex corallina
- Ilex coriacea
- Ilex cornuta
- Ilex crenata
- Ilex cyrtura
- Ilex decidua
- Ilex dehongensis
- Ilex dimorphophylla
- Ilex dipyrena
- Ilex fargesii
- Ilex geniculata
- Ilex georgei
- Ilex glabra
- Ilex goshiensis
- Ilex guayusa
- Ilex integra
- Ilex intricata
- Ilex kingiana
- Ilex kusanoi
- Ilex laevigata
- Ilex latifolia
- Ilex leucoclada
- Ilex longipes
- Ilex macrocarpa
- Ilex macropoda
- Ilex mitis
- Ilex montana
- Ilex myrtifolia
- Ilex nothofagifolia
- Ilex opaca
- Ilex paraguariensis
- Ilex pedunculosa
- Ilex perado
- Ilex pernyi
- Ilex pringlei
- Ilex pubescens
- Ilex purpurea
- Ilex rotunda
- Ilex rugosa
- Ilex serrata
- Ilex sikkimensis
- Ilex spinigera
- Ilex sugerokii
- Ilex tolucana
- Ilex verticillata
- Ilex vomitoria
- Ilex wilsonii
- Ilex yunnanensis